# Acropora polystoma
Acropora polystoma är en korallart som först beskrevs av Brook 1891.  Acropora polystoma ingår i släktet Acropora och familjen Acroporidae. IUCN kategoriserar arten globalt som sårbar. Inga underarter finns listade i Catalogue of Life.